# Godståg

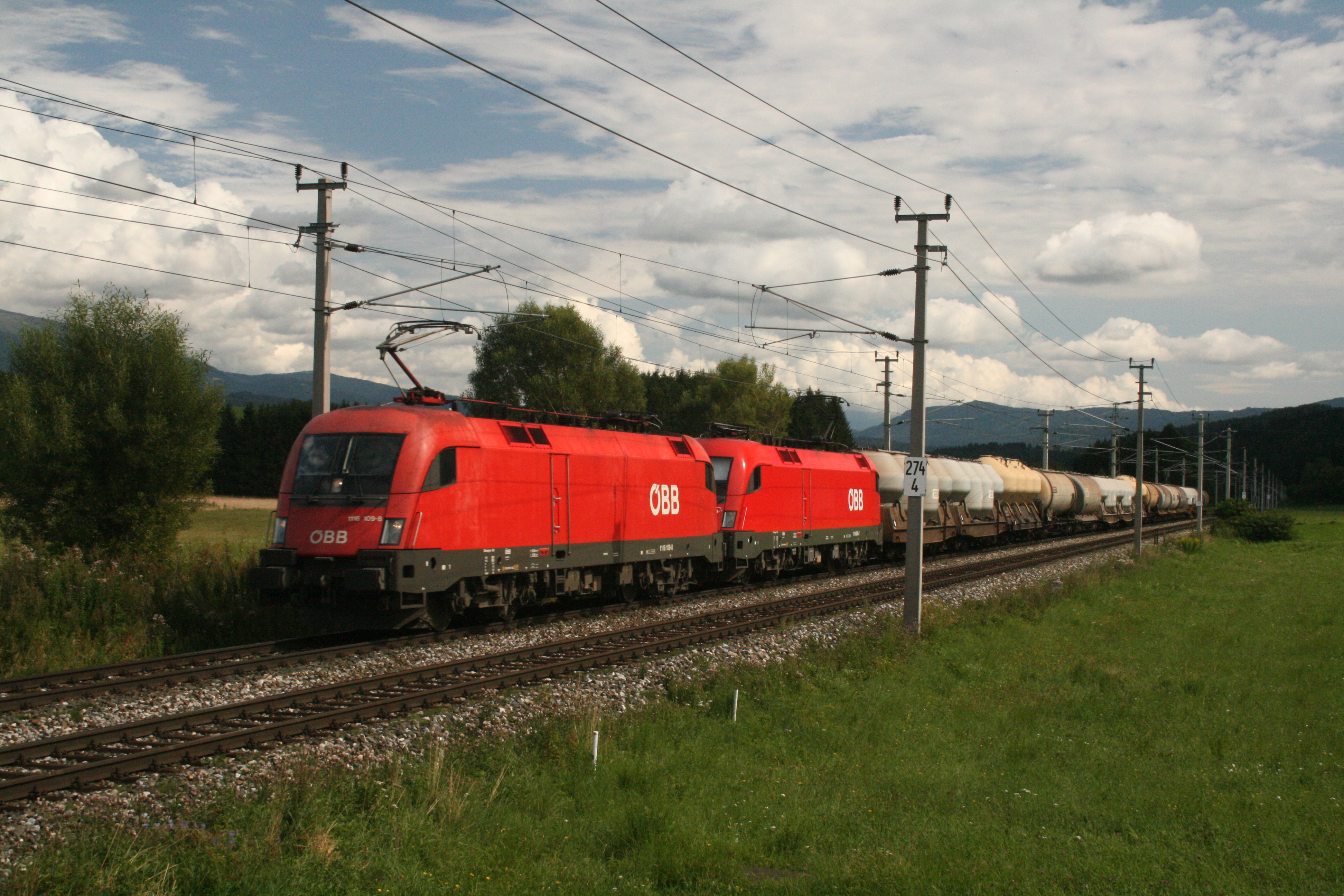
Ett godståg med två ÖBB 1116-lok i Österrike 2008.

Godståg är ett tåg avsett för transport av olika typer av gods. Oftast består godståg av ett eller flera lok som drar godsvagnar, men godståg med en motorvagnsliknande utformning förekommer också. Till skillnad från persontåg följer godståg ofta inte fasta tidtabeller, utan körs efter behov. När de delar spår med persontåg kan godståg vara schemalagda att använda spåren under specifika tider för att minimera deras inverkan på persontågens drift, särskilt under morgon- och kvällsrusningstiderna.

## Historia
Godståg drivs nästan alltid av lokomotiv. Historiskt sett var ånglok dominerande, men med början på 1920-talet konkurrerade diesellok och elektriska lok ut ångan på grund av deras högre tillförlitlighet, renare utsläpp och lägre kostnader.
Under järnvägens första år var det loket som utgjorde den stora kostnaden. Hastigheten var låg. Det gällde då att koppla på både godsvagnar och personvagnar och öka inkomsterna utan att öka kostnaderna så mycket. Man skiljde inte på godståg och persontåg.
Efter hand ökade antal resenärer och mängden gods, särskilt på stambanorna. Man fann att passagerarna ville resa fortare medan för godset var det bättre med tyngre laster. Man separerade då tågen. Med högre hastighet för passagerarna,  persontåg. Med tyngre, men långsammare tåg för godset, godståg. Tillräcklig dragkraft erhölls genom att godsångloken växlades ned genom mindre drivhjul och med vevaxeltappen längre från centrum (godstågslok), vilket ökade dragkraften.
Pollettering av passagerares resgods behölls som en service. Därför blev resgodsfinkan kvar. Dessutom behölls postbefordran och paketleveranser med persontågen. I viss mening var därför persontågen ännu lite av godståg. Godstågen var däremot endast för godstransporter.
I början stannade godstågen vid många stationer för att koppla på/av godsvagnar. En vagn kunde växlas många gånger innan slutdestinationen nåddes. Därför skapades rangerbangårdar, som knöts ihop med tidtabellslagda godståg. Vid rangerbangårdarna kopplades inkommande tåg isär, vagnarna växlades om och nya avgående tåg bildades. Därmed reducerades växlingsarbetet och leveranstiderna kunde förutsägas bättre.

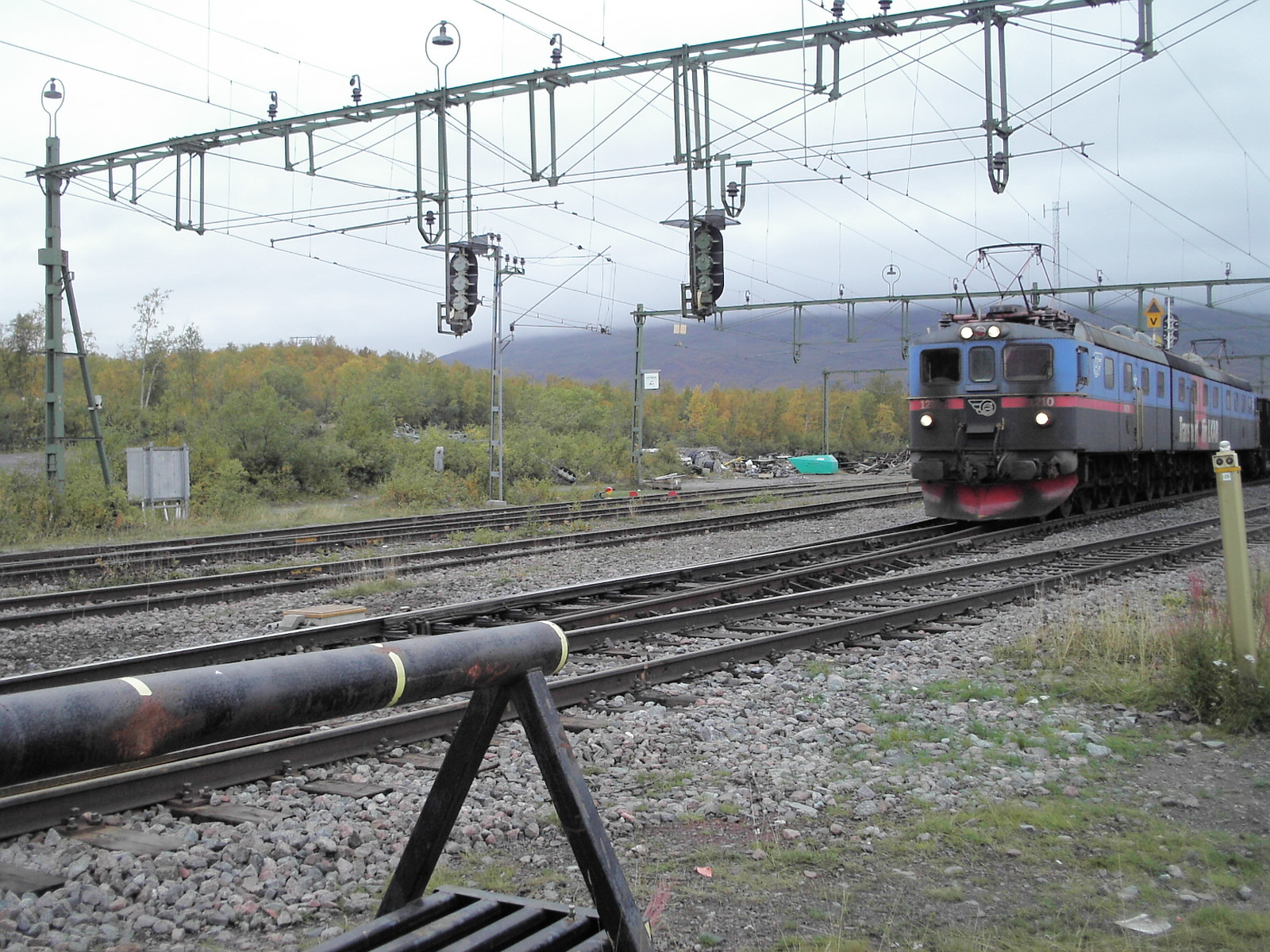
Malmtåg som passerar Abisko Östra. Exempel på ett systemtåg.

Redan från början var vissa godstransporter så stora så att man införde systemtåg anpassade till ett visst godsslag i fasta turer från leverantör till kund. En del järnvägar byggdes främst för sådan trafik. De första stora systemtågen i Sverige var malmtågen Kiruna–Narvik och Kiruna–Luleå. Dessa står fortfarande för cirka 20 procent av transportarbetet i Sverige (se ref Godstrafik på järnväg nedan).
Under andra halvan av 1900-talet fick godstågen konkurrens från lastbilarna. Dessa kunde gå direkt från leverantör till kund eller via högeffektiva terminaler (motsvarar rangerbangårdarna, där lastpallar snabbt lastades om mellan fasta lastbilsturer). För att möta denna konkurrens började järnvägen anpassa sig till intermodala transporter. Det innebar att man kompletterade vissa rangerbangårdar med terminaler, där omlastning kunde ske mellan lastbil och godsvagnar. Man införde godsvagnar anpassade till de vanliga intermodala transportbärarna: containrar, växelflak och lastbilstrailers. Järnvägen fokuserade de längre transportsträckorna, där lastbilarnas driftkostnad var ogynnsam. Motsvarande utveckling skedde inom sjötrafiken där järnvägen också numera har hamnterminaler för containrar.
En annan effekt var att snabba godståg började gå, i Sverige med upp till 160 km/t. Dess godsvagnar liknar passagerarvagnar med lågt luftmotstånd och goda gångegenskaper. Posttåg är ett exempel på denna typ av tåg. 

## Godstågens marknad
Marknadsandelarna brukar beräknas som andelen av miljarder tonkm/år för olika slags "långväga" transporter, där till exempel lokaldistribution ej ingår. Siffrorna hämtade från Transportindustriförbundet (se ref).

### Sverige
Transportarbetet av godståg var 2005 21,6 miljarder tonkm motsvarande en marknadsandel på 24 procent. Andra transportslag var: Lastbil: 34,5 miljarder tonkm / 38 procent; sjöfart: 35,1 / 38 procent. Flyg, pipeleines mm ingår ej i dessa Banverkets siffror.
1993 var siffrorna: Godståg 18,8 / 28 procent; lastbil 21,2 / 31 procent; sjöfart 27,6 / 41 procent.
Malmtransporter utgör 20 procent av transportarbetet.

### EU
Transportarbetet av godståg var 2004 379 miljarder tonkm motsvarande 10 procent andel.
Inom EU fanns 2004 mer av kanaltransporter och pipelines än i Sverige (siffrorna ej helt jämförbara).

### USA
Transportarbetet av godståg 2005 utgjorde 49 procent marknadsandel.
USA hade 2005 avsevärt tyngre godståg, upp till 2,5 km långa, ofta med containrar på varandra (stacked container cars). Sträckorna var även avsevärt längre, helt fria från gränsproblem och systemskillnader. USA:s järnvägar är anpassade till godståg, med lägre hastigheter och dieseldrift. De passar inte persontåg bra eftersom omkörningsstationer skulle krävas och konkurrensen från bilar med billig bensin och flyg är stor.

### Konkurrensfaktorer
Under 2000-talet bedöms två egenskaper hos godståg i Sverige ge konkurrensfördelar mot lastbilar:
- Låg rörlig kostnad. En lokförare kan ersätta 50 lastbilsförare (i USA 100). Den låga friktionen ger låg energikostnad, särskilt vid eldrift. Ett godslokomotiv och särskilt en godsvagn kan gå längre sträckor mellan servicetillfällena än en lastbil.
- Låg miljöbelastning. Avgasemissionerna är tusentals gånger lägre lägre än för lastbil. Dels eftersom energiförbrukningen är lägre och dels eftersom elproduktion är effektivare, även om den genereras i kolkraftverk (elektrifierad järnväg). Dessutom så levererar ellok med återmatande bromsar tillbaka nästan all el de förbrukat för att starta.Inga partiklar från däcksslitage.

Nackdelarna var 2009:
- Stora fasta investeringar, även om de sedan kan utnyttjas mycket lång tid.
- Lågt utnyttjande av banorna eftersom dubbelspår ofta saknas.
  - Tågen har olika hastigheter och kör ifatt varandra (4-spår skulle behövas) och det är glest med mötesplatser (dubbelspår skulle behövas). Det gör att antalet tåglägen begränsas.
  - I Sverige försöker man öka kapaciteten genom att enkelrikta godstrafiken på de ställen man har parallella banor. Ett exempel är nya Botniabanan med stigning <10 promille och gamla Norra stambanan med stigning <17 promille. Där planerar man att köra lättare godståg norrut på stambanan och tyngre godståg söderut på Botniabanan.
  - Säkerhetssystemen utnyttjar ej dagens möjligheter med till exempel rullande linjeblockering. Det nya ERTMS kan ge en ökning av tåglägena, dock först på sikt.
  - Tåglängderna är begränsade. Se Specifikationer nedan.
- Tekniska och administrativa hinder för gränsöverskridande godståg genom Europa. Bedömdes 1992 av EU-kommissionen som största hindret för ökad marknadsandel:
  - Inkompatibla signalsystem och elsystem. Minskar med EU:s nya ERTMS samt de nya loken med växelriktare (se ellok) och hybridlok.
  - Onödiga gränskontroller
  - Krav på förarbyte vid gränserna. Både sjö- och luftfarten har sedan länge haft trafikledning på engelska - järnvägen hade 2009 inte ens planerat för detta. Notis: En kund, som tidigt av miljöskäl fraktade gods från Italien till Sverige (Electrolux), fann att för en godsvagn blev medelhastigheten 5 km/t och för ett systemtåg som ej kopplades isär, blev medelhastigheten 15 km/t. Att slippa byta lok och förare ett antal gånger under resan var ännu 2009 varken tekniskt eller juridiskt möjligt.
  - Inrikestänkande. En stor anledning till låg medelhastighet för internationella godståg är att godståg mest går på natten för att persontåg prioriteras under dagtid och att inrikes godskunder accepterar att få godset på morgonen. Internationella godståg når då gränsen på morgonen där de överlämnas till nästa land men blir stående till nästa kväll. UIC har förhandlat fram vissa anpassade tåglägen på dagtid, men de räcker inte till.

## Specifikation av godståg ur svenskt perspektiv
Kunderna önskar transportera både alltmer skrymmande och tungt gods och operatörerna vill utnyttja sin begränsade infrastruktur maximalt. Man måste då specificera de funktioner som ska gälla för ett godståg som ska passera ett antal bansträckor så att de får lämpliga egenskaper. Se järnvägsspår. Följande variabler finns:
- Bansystem med spårvidd, säkerhetssystem, kontaktledningssystem och trafikeringsinstruktioner. Olika system i Europa har utgjort en stor konkurrensnackdel mot lastbilar. Det nya standardiserade ERTMS som införs fram till 2030 skall eliminera flera av dessa problem.
- Viktbegränsningar:
  - Axelvikt STAX. Standarden är 22,5 ton, vilket redan det är mycket konkurrenskraftigt gentemot lastbilar. Det äger rum en successiv utbyggnad till STAX 25. Malmbanan är ombyggd till STAX 30 ton.
  - Metervikt STVM. 6,4 ton/m är det vanligaste i Sverige. Vid utbyggnad till STAX 25 höjer man STVM till 8 ton/m vilket är normalt i Europa.
  - Koppel. Standardkopplen tål inte tågvikter på mer än runt 3 000 ton. Malmbanan har särskilda automatkoppel och mer än 8 000 ton tågvikt, dock med lägre hastighet, på grund av bromskapacitet. I USA finns tåg på 10 000 ton.[3]
- Lastprofil. I Europa och Sverige är höjden en nackdel då den inte tillåter dubbellastning av containrar. Bedöms omöjlig att bygga bort på grund av kontaktledningarna och tunnlar. Med enkellastning av containrar utnyttjas bara halva STAX eftersom containrar är gjorda för lastbilar. Man kan ändå nå upp till 2000 ton på ett containertåg, nära max tågvikt.
- Tillåten hastighet, som för godståg vanligen är 100 km/h i Sverige,[3] detta beroende på att de svenska godsbolagen inte velat investera i vagnar som går snabbare, såsom i t.ex. Tyskland. Skillnaden mot persontåg ökar när dessa får höjda hastigheter, vilket sänker bankapaciteten genom färre tåglägen eftersom stopp vid omkörningsstationer krävs. En del godståg får gå i 160 km/h i Sverige, men det innebär dyrare vagnar och kraftiga inskränkningar i vikt, det är bara för Posten som sådana godståg körs.
- Tåglängd. Har stor betydelse vid trängsel på spåren. Genom att dubblera längden, och därmed vikten på tågen, kan man ersätta två tåglägen. Begränsas av koppelstyrka, bromssystem och mötesplatsernas längd. I Sverige övervägs utbyggnad till 750 m. Kan i vis mån kompenseras med "konvojkörning" på linjeblockerade banor (se kapacitet (järnväg)) I USA har man tåglängder på 2500 m och 10 000 ton vilket ökat godstågens marknadsandel. Se ovan.
- Farligt gods. Olycksrisken för godståg per tonkm är mycket lägre än för lastbilar.

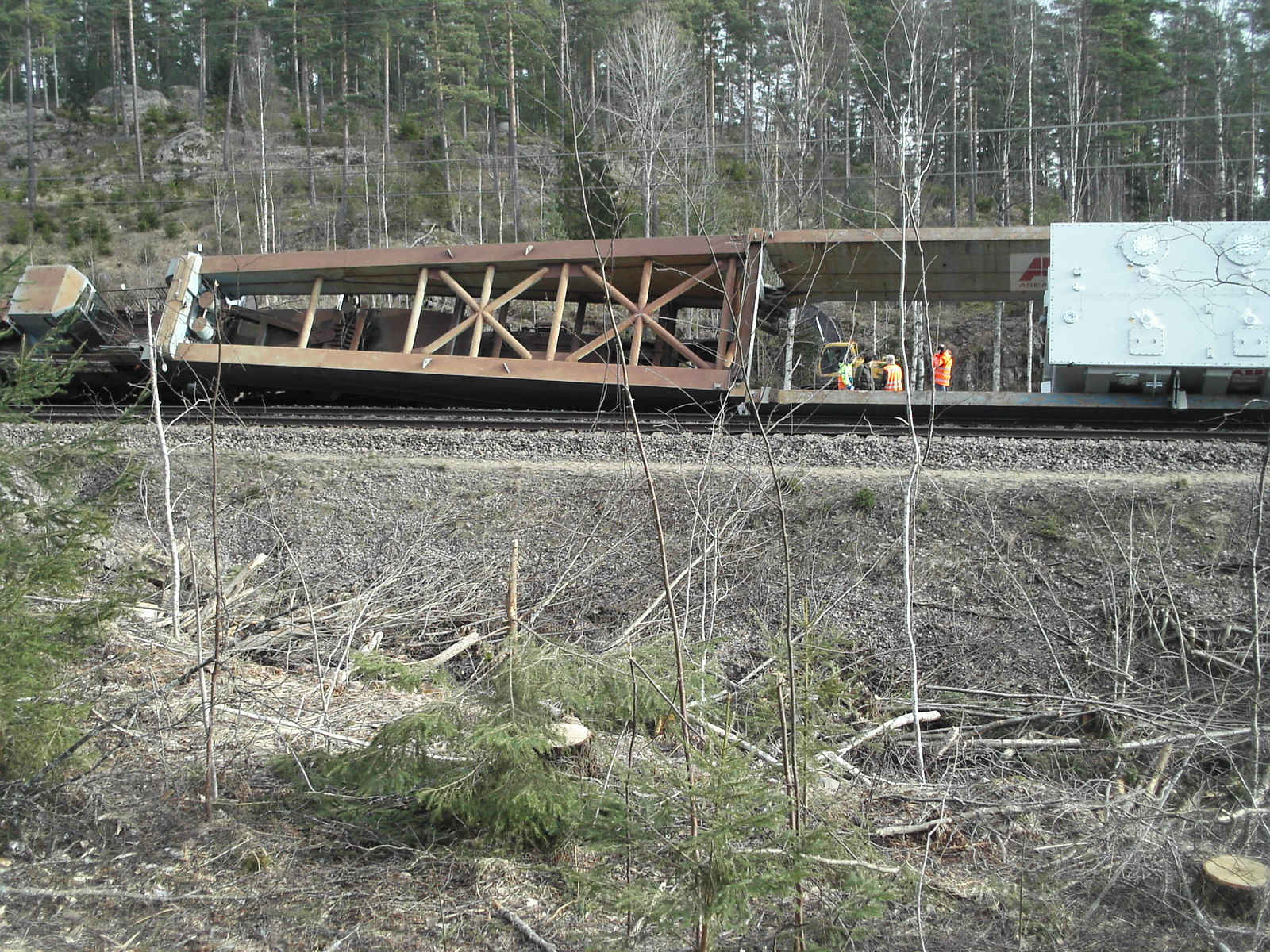
Specialvagn för transport av en transformator som vält vid Nekna norr om Norrköping 2008. Till vänster syns det ena boggisystemet med 16 axlar (8 boggier). Till höger syns själva behållaren med transformatorn. Det andra boggisystemet syns ej. Längst till vänster syns den ena operatörshytten, från vilken transformatorbehållaren kan skjutas i sidled vid lutningar, vilket tydligen ej lyckades här.

- Specialtransporter. I Sverige kan dispens ges till överskridande av både lastprofil, vikt och längd på godset genom att banan helt reserveras för ett godståg. ABB använder till exempel en 32-axlig specialvagn för att skicka tunga transformatorer från Ludvika till Norrköpings hamn. Kontaktledningen slås av och två operatörer på vagnen balanserar lasten i sidled när spåret lutar. Se vidstående bild.

## Godstågens struktur

### Lok
Ända sedan ånglokets epok har det funnits lok utformade för att dra godståg. Att ett lok var avsett som godstågslok hindrade dock inte att det kunde dra persontåg eller tvärtom. Till skillnad från persontågen, där lokomotiven under 2000-talet nästan helt ersatts av motorvagnståg, är godståg mestadels helt lokdragna. Följande huvudtyper är vanliga:
- Diesellok. Dominerar i USA och i många andra länder där dieselolja traditionellt varit billig. Loken kan vara dieselelektriska eller dieselhydrauliska.
- Ellok. Traktionsmotorerna liknar de på de dieselelektriska loken men dieselmotorn har ersatts med transformator, likriktare och växelriktare. Dragkraften kan ökas. Ellok kan göras starkare än diesellok med samma vikt. Det starkaste loket i Sverige 2009 var IORE (Bombardier 185) på Malmbanan och har två tre-axliga boggier, och de är dessutom byggda för att endast gå i par.
- Växlingslok. Dieseldrivna eller eldrivna. Används på rangerbangårdar och i kapillärnätet.
- Hybridlok eller Duo-lok. Kan både använda ström från en kontaktledning och från en dieselmotor ombord. Eliminerar lokbyte vid trafikering av kapillärnät och oelektrifierade banor. Hade ännu 2009 ingen stor spridning.

Vid tunga godståg används flera lok som är multippelkopplade med gemensam förarplats. Dessa kan antingen vara hopkopplade till en enhet, till exempel som vid malmtågen. Men de kan också placeras ut jämnt utmed hela tåget, vilket gör att belastningarna på kopplen utjämnas. Detta är vanligt i USA. Det kan vara tekniska problem med styrningen av bakre lok.

### Godsvagnar
Godståg transporterar gods i godsvagnar, som saknar motor och är konstruerade för att transportera olika typer av gods. Det har konstaterats att det är omöjligt att rada upp varenda sorts gods som har transporterats med tåg.
Från början fanns det mest öppna flakvagnar och godsfinkor. Efterhand skedde en anpassning av godsvagnarna efter typ av gods såsom malm, timmer, olja, pallgods och så vidare. Godsvagnen har utvecklats så att vagnens vikt har minskat i förhållande till den last den transporterar.
Vidare anpassades vagnarna efter godsets vikt med två eller fyra axlar per vagn och ibland med jacobsboggi som delas av två vagnar.

### Koppel- och bromssystem
Järnvägskoppel för godståg är viktiga av tre skäl:
- Godsvagnar behöver rangeras mycket och automatkoppel är önskvärt för att reducera olycksfall och för att effektivisera. Många länder i världen gick tidigt över till automatkoppel, till exempel USA och Ryssland. I Europa har man inte kommit överens trots många försök och har kvar skruvkoppel med buffertar. Frågan bedöms något mindre viktig på 2000-talet eftersom systemtåg ökar i andel och dessa inte kopplas isär. Slutligen har tankar på intelligenta godståg (se nedan) gjort att det finns skäl att avvakta en helt ny standard.
- Man vill öka kapaciteten genom att öka tåglängderna. Det ställer högre krav på kopplens hållfasthet (och mötes- och omkörningsspårens längd). Kan i viss mån elimineras genom att placera ut flera lok i tågsätten.
- Intelligenta godståg är tåg där information samlas upp från alla vagnar och sänds till loket. Detta kräver en signalledning genom hela tåget som önskas integrerad i kopplen.
- "Sista-vagnen-utrustning" (end-of-train device) är en teknik med radiostyrda bromsventiler på sista vagnen. Tågbromsarna bygger hittills på ett tryckluftssystem med den egenheten att bromstillsättningen fördröjs med tågets längd. Fördröjningen kan minskas med elektroniskt styrda tryckluftsbromsar med en kabel från förarplatsen genom alla vagnar i tåget – ECB-bromsar (electronically controlled brakes). USA har redan en standard för detta, men 2009 fanns ingen sådan för Europa. En ECB-kabel har även den fördelen att den är en förutsättning för de intelligenta godstågen.